# Lievingad nattskärra
Lievingad nattskärra (Eleothreptus anomalus) är en fågel i familjen nattskärror.

## Utbredning och systematik
Fågeln återfinns i träskmarker i sydöstra Brasilien till södra Paraguay och norra Argentina. Den behandlas som monotypisk, det vill säga att den inte delas in i några underarter.

## Status
IUCN kategoriserar arten som sårbar.